# Pedro Caixinha
Pedro Miguel Faria Caixinha (ur. 15 października 1970 w Beja) – portugalski piłkarz występujący na pozycji bramkarza, trener piłkarski. 

## Kariera
Podczas swojej kariery piłkarskiej Caixinha występował na pozycji bramkarza, reprezentując wyłącznie barwy amatorskich klubów, głównie w regionalnych rozgrywkach swojego rodzinnego dystryktu Beja. Jako nastolatek spędził rok w młodzieżowym zespole występującego w najwyższej klasie rozgrywkowej klubu Portimonense SC, jednak w seniorskim futbolu dotarł najwyżej do czwartej ligi, w której grał jako zawodnik Desportivo Beja (1989–1991) oraz Ourique Desportos (1998–1999).
Już podczas gry w piłkę, w latach 1993–1998, Caixinha studiował na Universidade de Trás-os-Montes e Alto Douro w Vila Real, w młodym wieku ukończył również kurs trenerski. W latach 1999–2003 był szkoleniowcem grup juniorskich w swoim macierzystym klubie Desportivo Beja, natomiast w latach 2003–2004 prowadził lokalną amatorską drużynę Vasco da Gama Vidigueira. W międzyczasie w latach 2002–2004 uczęszczał na zajęcia fakultatywne w zakresie rozwoju fizycznego na lizbońskiej uczelni Universidade Técnica de Lisboa oraz uczestniczył w stażach trenerskich w klubach zagranicznych, takich jak Bristol City, Atlético Madryt, Manchester United, Toulouse FC i Real Madryt. W 2003 roku otrzymał licencję trenerską UEFA B.
W latach 2004–2010 Caixinha pracował jako asystent w sztabie szkoleniowym trenera José Peseiro. Towarzyszył mu kolejno w stołecznym Sportingu CP (2004–2005, finał Pucharu UEFA), saudyjskim Al-Hilal (2006–2007), greckim Panathinaikosie (2007–2008), rumuńskim Rapidzie Bukareszt (2008) oraz reprezentacji Arabii Saudyjskiej (2009–2010). W 2007 roku otrzymał licencję UEFA A, natomiast w 2010 roku otrzymał UEFA Pro Licence podczas organizowanego przez Scottish Football Association kursu w Glasgow.
Samodzielną pracę trenerską Caixinha rozpoczął w lipcu 2010, zostając szkoleniowcem klubu União Leiria. Z zespołem tym notował przeciętne wyniki, nie osiągając większych sukcesów i na koniec sezonu zajął z nim dziesiąte miejsce w lidze. Ze stanowiska trenera União zrezygnował we wrześniu 2011, niedługo po rozpoczęciu kolejnych rozgrywek, wobec sięgających kilku miesięcy zaległości finansowych w wypłatach pensji. Miesiąc później objął stanowisko szkoleniowca Nacionalu Funchal, z którym w rozgrywkach 2011/2012 uplasował się na siódmej lokacie. W sierpniu 2012, podczas okresu przygotowawczego, wygrał z ekipą z Madery prestiżowy turniej towarzyski Trofeo Ramón de Carranza. W październiku 2012, w konsekwencji serii słabszych wyników, złożył rezygnację z pracy w Nacionalu.
W listopadzie 2012 Caixinha został trenerem czołowego klubu w Meksyku – zespołu Santos Laguna z siedzibą w Torreón. W 2013 roku dotarł z nim do finału najbardziej prestiżowych rozgrywek północnoamerykańskiego kontynentu – Ligi Mistrzów CONCACAF, przegrywając w nim jednak z Monterrey (0:0, 2:4). W 2014 roku, dzięki zajęciu drugiego miejsca w lidze meksykańskiej, jego podopieczni wzięli udział w rozgrywkach Copa Libertadores, z których odpadli w 1/8 finału. W jesiennym sezonie Apertura 2014 zdobył z Santosem Laguna puchar Meksyku – Copa MX, pokonując po serii rzutów karnych Pueblę (2:2, 4:2 k.). Pół roku później, podczas wiosennych rozgrywek Clausura 2015, wywalczył natomiast tytuł mistrza Meksyku po zwycięstwie w finałowym dwumeczu z Querétaro (5:0, 0:3). Został wówczas wybrany w oficjalnym plebiscycie na najlepszego trenera ligi meksykańskiej. W tym samym roku zdobył ponadto ze swoją drużyną superpuchar Meksyku – Campeón de Campeones, tym razem pokonując w nim Américę (1:0). Dzięki tym sukcesom został najbardziej utytułowanym szkoleniowcem w historii klubu. Kilka tygodni po zdobyciu potrójnej korony, w sierpniu 2015, zrezygnował ze stanowiska trenera Santosu Laguna.
W grudniu 2015 Caixinha powrócił na Bliski Wschód, obejmując katarski Al-Gharafa.

## Statystyki kariery

### Trenerskie
| União Leiria  | 2010–2011  | Portugalia | Primeira Liga | 30 | 9  | 8  | 13  | 30% | 3  | 0  | 1 | 2   | 0%      | —  | — | — | — | —   | —    | 33 | 9  | 9  | 15  | 27% |
| União Leiria  | 2011–2012  | Portugalia | Primeira Liga | 3  | 0  | 0  | 3   | 0%  | —  | —  | — | —   | —       | —  | — | — | — | —   | —    | 3  | 0  | 0  | 3   | 0%  |
| CD Nacional   | 2011–2012  | Portugalia | Primeira Liga | 21 | 10 | 4  | 7   | 48% | 8  | 1  | 5 | 2   | 13%     | —  | — | — | — | —   | —    | 29 | 11 | 9  | 9   | 38% |
| CD Nacional   | 2012–2013  | Portugalia | Primeira Liga | 9  | 2  | 2  | 5   | 22% | 1  | 1  | 0 | 0   | 100%    | —  | — | — | — | —   | —    | 10 | 3  | 2  | 5   | 30% |
| Santos Laguna | 2012–2013  | Meksyk     | Liga MX       | 21 | 9  | 6  | 6   | 43% | —  | —  | — | —   | —       | LM | 6 | 2 | 2 | 2   | 33%  | 27 | 11 | 8  | 8   | 41% |
| Santos Laguna | 2013–2014  | Meksyk     | Liga MX       | 42 | 19 | 14 | 9   | 45% | 6  | 2  | 3 | 1   | 33%     | CL | 8 | 4 | 1 | 3   | 44%  | 56 | 25 | 18 | 13  | 45% |
| Santos Laguna | 2014–2015  | Meksyk     | Liga MX       | 40 | 15 | 14 | 11  | 38% | 15 | 8  | 5 | 2   | 53%     | —  | — | — | — | —   | —    | 55 | 23 | 19 | 13  | 42% |
| Santos Laguna | 2015–2016  | Meksyk     | Liga MX       | 5  | 1  | 0  | 4   | 20% | 1  | 1  | 0 | 0   | 100%    | LM | 1 | 1 | 0 | 0   | 100% | 7  | 3  | 0  | 4   | 43% |
| Al-Gharafa    | 2015–2016  | Katar      | QSL           | 12 | 5  | 4  | 3   | 42% | 3  | 1  | 1 | 1   | 33%     | —  | — | — | — | —   | —    | 15 | 6  | 5  | 4   | 40% |
| Al-Gharafa    | 2016–2017  | Katar      | QSL           |    |    |    |     |     | —  | —  | — | —   | —       | —  | — | — | — | —   | —    |    |    |    |     |     |
| Ogółem        |            |            |               |    |    |    |     |     |    |    |   |     |         |    |   |   |   |     |      |    |    |    |     |     |
| Portugalia    | Portugalia | Portugalia | 63            | 21 | 14 | 28 | 33% | 12  | 2  | 6  | 4 | 17% | —       | —  | — | — | — | —   | 75   | 23 | 20 | 32 | 31% |     |
| Meksyk        | Meksyk     | Meksyk     | 108           | 44 | 34 | 30 | 41% | 22  | 11 | 8  | 3 | 50% | LM + CL | 15 | 7 | 3 | 5 | 47% | 145  | 62 | 45 | 38 | 43% |     |
| Katar         | Katar      | Katar      | 12            | 5  | 4  | 3  | 42% | 3   | 1  | 1  | 1 | 33% | —       | —  | — | — | — | —   | 15   | 6  | 5  | 4  | 40% |     |
| Ogółem        | Ogółem     | Ogółem     | 183           | 70 | 52 | 61 | 38% | 37  | 14 | 15 | 8 | 38% | LM + CL | 15 | 7 | 3 | 5 | 47% | 235  | 91 | 70 | 74 | 39% |     |

- LM – Liga Mistrzów CONCACAF
- CL – Copa Libertadores